# Harkakötöny
Harkakötöny este un sat în districtul Kiskunhalas, județul Bács-Kiskun, Ungaria, având o populație de 921 de locuitori (2011). 

## Demografie
Componența etnică a satului Harkakötöny
     Maghiari (98,93%)
     Germani (1,07%)
Componența confesională a satului Harkakötöny
     Romano-catolici (41,59%)
     Fără religie (6,95%)
     Reformați (2,93%)
     Necunoscută (48,53%)
     Alte religii (0,43%)
Conform recensământului din 2011, satul Harkakötöny avea 921 de locuitori. Din punct de vedere etnic, majoritatea locuitorilor (98,93%) erau maghiari. Nu există o religie majoritară, locuitorii fiind romano-catolici (41,59%), persoane fără religie (6,95%) și reformați (2,93%). Pentru 48,53% din locuitori nu este cunoscută apartenența confesională.